# Gordon Brisker
Gordon Brisker (* 6. November 1937 in  Cincinnati, Ohio; † 10. September 2004 in Cincinnati) war ein US-amerikanischer
Jazz-Tenorsaxophonist und Flötist sowie Hochschullehrer. 
Brisker lernte als Kind zunächst das Klavierspiel und studierte Holzblasinstrumente am Cincinnati Conservatory of Music. Er spielte mit Ralph Marterie, bevor er zum Berklee College of Music wechselte und an der California State University mit dem Master abschloss. Danach arbeitete er u. a. bei Al Belletto, Bill Berry und schließlich in der Big Band von Woody Herman (1960–63), dann zog er nach New York, wo er bei Louie Bellson und Gerry Mulligan spielte. Nach einer kurzen Zeit in seiner Heimatstadt Cincinnati zog Brisker nach Los Angeles, wo er vorwiegend als Studiomusiker arbeitete. Von 1983 bis 1986 unterrichtete Brisker am Berklee College of Music; in dieser Zeit arrangierte er für Herb Pomeroy. Danach kehrte er nach Los Angeles zurück und arbeitete mit Bobby Shew.
Um 1990 begleitete er die Sängerin Anita O’Day (At Vine Street: Live); 1998 die Sängerin Gail Wynters (My Shining Hour). 1996 schien sein Album The Gift auf dem Label Naxos Jazz mit Tim Hagans, Marc Copland, Jay Anderson und Jeff Hirshfield; 2000 folgte das Album My Son John mit Hagans, Mike Nock, Anthony Cox und Billy Hart. In den 1990er Jahren zog Brisker nach Australien und unterrichtete von 1995 bis 2001 am Sydney Conservatorium of Music.

## Diskographische Hinweise
- Collective Consciousness (Sutra Records, 1980)
- Cornerstone (Sea Breeze Records, 1983)
- About Charlie (Musicraft, 1985)
- New Beginning (Discovery Records, 1987)
- The Gift (Naxos Records, 1996)
- My Son John (Naxos, 2001)
- Child’s Play (Jazzgroove Records, 2004)